# Lepidosaphes ogasawarensis
Lepidosaphes ogasawarensis är en insektsart som beskrevs av Kawai 1972. Lepidosaphes ogasawarensis ingår i släktet Lepidosaphes och familjen pansarsköldlöss. Inga underarter finns listade i Catalogue of Life.